# Уш
Уш (фр. Ouche) је река у Француској. Дуга је 95 km. Улива се у Саону. 